# Cromòfor

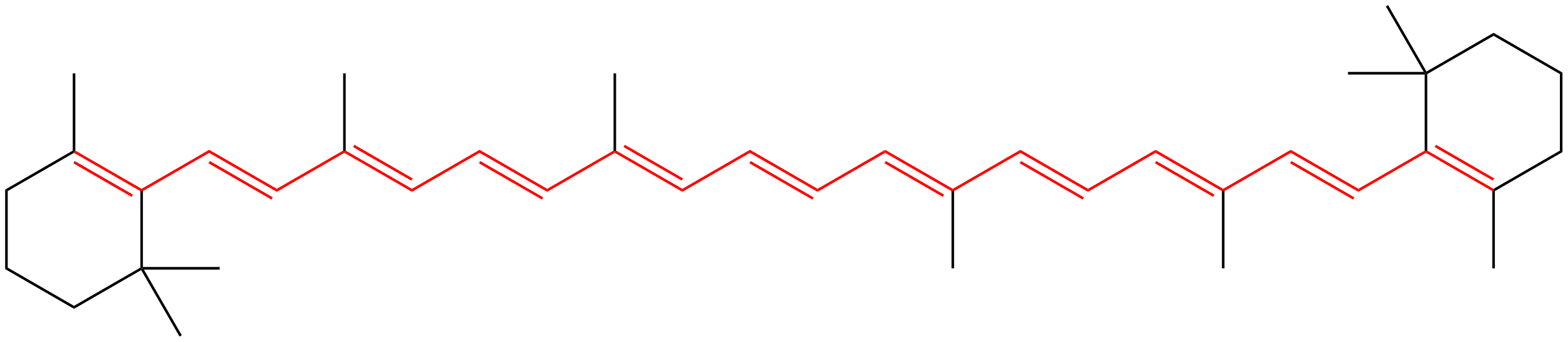
Estructura química del beta-carotè. Els onze dobles enllaços conjugats que formen el cromòfor de la molècula estan ressaltats en vermell

Un cromòfor és la part d'una molècula responsable del seu color.
El color sorgeix quan una molècula absorbeix certes longituds d'ona de la llum visible i en transmet o en reflecteix altres. El cromòfor és una zona de la molècula on la diferència d'energia entre dos orbitals moleculars diferents cau dins del rang de l'espectre visible. La llum visible que colpeja el cromòfor pot ser així absorbida excitant un electró des del seu estat base a un estat excitat.

## Tipus

Cromòfor conjugat

Els cromòfors gairebé sempre presenten en una o dues formes: sistemes pi conjugats (també coneguts com a sistemes ressonants) i complexos metàl·lics.

## Propietats
L'halocromisme ocorre quan una substància canvia de color amb els canvis del pH. Aquesta és una propietat dels indicadors de pH l'estructura molecular dels quals canvia segons el pH. Un exemple és la fenolftaleïna.

## Aplicacions
Els cromòfors s'usen per exemple per a fer materials centellejadors.

## Auxocrom
Un auxocrom és un grup funcional d'àtoms unit a un cromòfor que en modifica la capacitat d'absorbir llum.